# Zamek w Żelechowie
Zamek w Żelechowie – nieistniejący zamek rodu Ciołków zbudowany około 1470 roku w formie wieży mieszkalno-obronnej otoczonej fortyfikacjami drewnianymi i fosą, przebudowany w 2. połowie XVI wieku i zniszczony w połowie XVII wieku. Zamek został zbudowany nad stawami w północno-zachodniej części miasta Żelechów w województwie mazowieckim, powiat Garwolin.

## Historia
W spisie uposażeń z lat 1470–1480 kronikarz Jan Długosz odnotował w Żelechowie własność rycerską określając ją jako praedium militare. Mazowiecka gałąź rodu Ciołków była związana z Żelechowem od połowy XIV wieku. W Żelechowie urodził się wojewoda mazowiecki Andrzej I Ciołek i dzięki jego wpływom politycznym znaczenie wzrosło znaczenie rodu, o czym świadczy to, że jego syn, Andrzej II Ciołek, dowodził chorągwią królewską nadworną w bitwie pod Grunwaldem, a drugi syn Stanisław był biskupem poznańskim i sekretarzem króla Władysława Jagiełły. Z roku 1458 pochodzi informacja o podziale dóbr po Andrzeju II Ciołku z Żelechowa między jego synów.     
Pierwsza wzmianka dotycząca zamku pochodzi dopiero z 22 stycznia 1515 r., wg której Andrzej Ciołek de Zelechow et Borzecz darowuje swemu bratu przyrodniemu Żeliksowi de Zelanka (Feliksowi z Zielanki), staroście łukowskiemu, połowę miasta i fortalicji wraz z przedmieściem i wsiami Lumnycza, Wola Zelechowska i źrebem Ostrozinye, Borzec i Borowe prawem dziedzicznym. Drugą połowę zastawił temuż Żeliksowi za 1000 grzywien długu.      
Ponownie obiekt został wzmiankowany w dokumencie z 11 kwietnia 1523 roku, w którym król Zygmunt Stary wystawił polecenie dla Mikołaja z Szydłowca, kasztelana sandomierskiego, skarbnika królestwa i starosty radomskiego, aby ten wwiązał Jana Czolek de Zelechow nawet siłą w dobra Żeliksa de Zyelyanka, kasztelana chełmskiego i starosty łukowskiego, to jest do miasta Zelechow cum fortalitio i wsi Vola Zelechowska, Ostrozenye i Lomnycza. Przypuszczalnie niedługo później zamek został uszkodzony przez pożar, ale go odbudowano. Zamek w Żelechowie był główną siedzibą rodu Ciołków do XVI wieku, a następnie przenieśli się do niedalekiego zamku w Wilczyskach, a zamek w Żelechowie stał się centrum jednego z ich folwarków, pełniąc odtąd tylko funkcje gospodarcze.    
Zamek został przypuszczalnie zniszczony podczas potopu szwedzkiego między latami 1656-1657, tak jak niedalekie zamki w Stężycy, w Wilczyskach i dwór obronny Zwolskich w Zwoli. W 1840 roku ks. proboszcz Andrzej Krasuski, wzmiankował o znalezieniu podczas prac ziemnych grubych murów z cegły spojonej wapnem.  
Zamek zlokalizowano w 2016 podczas badań magnetycznych i elektrooporowych a w kolejnych latach badań archeologicznych, które prowadzili Wojciech Bis, Paweł Cembrzyński (archeolodzy), Michał Zbieranowski i Maciej Radomski (historycy) z dwóch instytucji naukowych: Instytutu Archeologii i Etnologii PAN oraz Instytutu Historii PAN, a także dzięki życzliwości właściciela działki, finansowym wsparciu samorządu Gminy Żelechów oraz pomocy wolontariackiej Towarzystwa Historycznego Żelechów i OSP Żelechów. 

## Architektura
Faza I (XV wiek)
Z przeprowadzonych badań wynika, że zamek Ciołków w swoim pierwotnym kształcie z 2. połowy XV wieku został zbudowany na usypanej ziemnej platformie o boku około 50 metrów z murowanym budynkiem o grubości ścian 2,3 metra. Budynek ten mógł mieć formę wieży mieszkalno-obronnej, która otoczona był fortyfikacjami drewnianymi w postaci palisady i fosą o szerokości około 10 metrów i głębokości 2 metrów. Brama prowadziła od strony południowo-zachodniej. 
Faza II (XVI wiek)
W 2. połowie XVI wieku zamek rozbudowano usypując wały ziemne na planie zbliżonym do kwadratu o wymiarach 85 × 90 m. Zasypano fosę, zbudowano nowe drewniane budynki i ułożono bruki. W związku z konfliktem rodzinnym zamek przestał pełnić funkcję rezydencji i od tego czasu miał głównie charakter gospodarczy jako centrum folwarku. Założenie funkcjonowało do połowy XVII wieku, o czym świadczą znalezione monety króla Jana Kazimierza. Zabudowania przypuszczalnie zostały zniszczone w trakcie Potopu szwedzkiego w latach 1656-1657 i już nie odbudowane. 